# Hyloxalus excisus
Hyloxalus excisus är en groddjursart som först beskrevs av Juan A. Rivero och Marco Antonio Serna 2000.  Hyloxalus excisus ingår i släktet Hyloxalus och familjen pilgiftsgrodor. IUCN kategoriserar arten globalt som otillräckligt studerad. Inga underarter finns listade i Catalogue of Life.